# Jaime de la Sotta Benavente
Jaime de la Sotta Benavente (Recoleta, 1947) es un ingeniero agrónomo y político chileno. Se desempeñó como subsecretario (1983-1988) y ministro de Agricultura (1988-1989), durante la dictadura militar del general Augusto Pinochet. Fue además director del Servicio Agrícola y Ganadero (SAG) entre 1979 y 1983.
Fue hijo del industrial Jaime Antonio de la Sotta Larenas y María Rebeca Benavente Boizard, ambos propietarios de predios agrícolas en la comuna de Cauquenes. Se casó en 1972 con Marcela Elena Correa Cortés, con quien tuvo tres hijas; María Carolina, Marcela y Rosario y un hijo Jaime Andrés De La Sotta.
Durante la crisis de las uvas chilenas de 1989 acudió a Washington (Estados Unidos) junto al ministro de Relaciones Exteriores Hernán Felipe Errazuriz para intentar solucionar el conflicto, logrando tener éxito.